# 吉尔吉斯岩黄耆
吉尔吉斯岩黄耆（学名：Hedysarum kirghisorum）为豆科岩黄耆属下的一个种。

## 扩展阅读
- 維基物種上的相關：吉尔吉斯岩黄耆